# Liu E

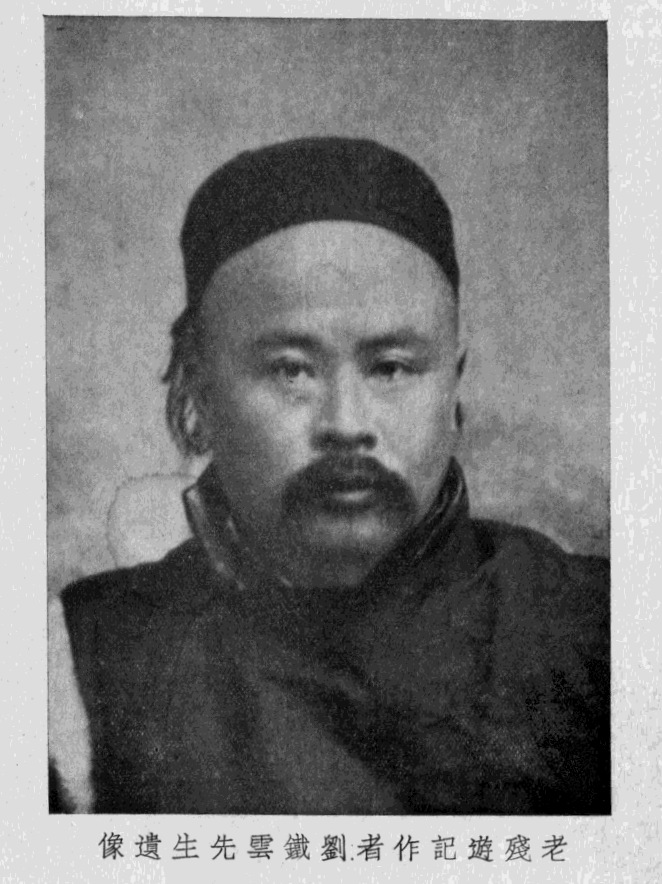
老殘游記的作者劉鉄雲先生

劉鶚 Liu E (Huai'an 1857 - Dihua 1909) es un escritor chino moderno. Fue funcionario y se interesó por las técnicas occidentales; también se lanzó a ser empresario comercial. Como indica Gabriel García-Noblejas, Liu E supo estar a la altura de las circunstancias, manteniendo su integridad y honradez en el contexto de corrupción, provincianismo y desmoralización que asolaron gran parte de la sociedad china de aquellos años. Sus novelas El viejo decrépito (老殘遊記) y Los viajes del buen doctor Can ofrecen una descripción muy interesante de la China de su época, hasta tal punto que su muerte le sobreviene dos años antes de la finalización de la dinastía Qing, cuando en 1911 se produce el movimiento insurreccional nacionalista.
- Datos: Q702301
- Multimedia: Liu E (Qing dynasty) / Q702301